# 蓮田市総合文化会館
蓮田市総合文化会館（はすだしそうごうぶんかかいかん）は、埼玉県蓮田市大字閏戸にある公共施設である。愛称はハストピア。

## 概要
2017年（平成28年）10月15日にオープン。愛称の「ハストピア」は公募で決定された。設計は佐藤総合計画で、AICA施工例コンテスト2016の特別賞に選ばれている。蓮田市総合市民体育館（パルシー）に隣接している。
当館が完成するまで、同市内の小中学校の合唱コンクールは、隣接する久喜市にある久喜総合文化会館を利用していた。
福祉避難所としての機能も持ち、非常発電設備を備えている。

## 施設
鉄筋コンクリート造一部鉄骨3階建てである。

### ホール
634席（1階513席、車いす席2席〈最大18席〉、2階119席〈ベンチ式〉、親子室）

### 舞台
間口約12.7 - 14 m、奥行約7.7 - 9 m、音響反射板、吊物バトン、幕バトン、照明設備一式、音響設備一式

### 諸室
スタジオ3室、ギャラリー、多目的ルーム、和室、創作ルーム、楽屋3室、楽屋事務室

## アクセス
- JR宇都宮線（東北本線）蓮田駅東口から朝日バスパルシー・ハストピア行きに乗車、終点で下車[3]